# Santiago Sylvester
Santiago Sylvester (n. Salta 1942) es un ensayista, poeta y escritor argentino.
Cursó sus estudios secundarios en el Bachillerato Humanista Moderno, institución de formación humanista clásica dependiente de la Arquidiócesis de Salta de la que formó parte de su primer promoción. Estudió abogacía en la Universidad Nacional de Buenos Aires. Fue redactor del diario La Prensa, en Buenos Aires. Previo a su partida hacia Madrid, publica sus primeras obras, permanece por veinte años en España, donde dirigió la revista Estaciones. A su regreso a Argentina da comienzo a una nueva etapa de producción literaria. Sylvester reconoce la influencia que han tenido sobre su producción Montaigne y Novalis. 
Su obra se destaca en el escenario de la poesía en castellano de fines del siglo XX y principios del XXI. El conjunto de sus poemas pueden ser analizados como una forma de tratado filosófico sobre los diversos sentidos y facetas de la memoria. Sylvester construye una gran metáfora a partir de trozos de recuerdos, contrastes del pasado y del presente, un tiempo indefinible, un tono de incerteza sobre lo que creemos que sucedió, y evocación de paisajes que muchas veces no resisten la validez de la prueba.
Es miembro de la Academia Argentina de Letras.

## Distinciones
- Premio Fondo Nacional de las Artes (1966 y 1977), Argentina
- Premio Dirección de Cultura de Salta (1970),
- Premio Sixto Pondal Ríos (1977),
- Premio Jaime Gil de Biedma (1993), España
- Gran Premio Internacional Jorge Luis Borges (1999)
- Premio Municipal de la Ciudad de Buenos Aires (2008)

## Obras
Ha publicado más de veinte libros de poesía, cuentos y ensayos. Estos son:
- En estos días (1963)
- El aire y su camino (1966)
- Esa frágil corona (1971)
- Palabra intencional (1974)
- La realidad provisoria (1977)
- Libro de viaje (1982)
- La prima carnal (1986, cuentos)
- Perro de laboratorio (1987)
- Entreacto (1990, antología)
- Escenarios (1993)
- Café Bretaña (1994)
- Antología poética (1996, antología)
- Número impar (1998, antología)
- El punto más lejano (1999)
- Oficio de lector (2003, ensayo)
- Calles (2004)
- El reloj biológico (2007)
- La palabra y (2010)
- La identidad como problema (2012, ensayo)
- Los casos particulares (2014)
- El que vuelve a ver (2016)
- La conversación (2017, antología)
- Llaman a la puerta (2019)
- Los que se fueron (2019, antología)
- Sobre la forma poética (2019, ensayo)
- Ciudad (2020)
- Antología personal (1974-2022) (2022, antología)
- Estar de paso (2022, ensayo)
- Letanías (2023)
- Tal vez llegue caminando (2023)